# Анна Каренина (филм, 2012)
„Анна Каренина“ (на английски: Anna Karenina) е историческа романтична драма от 2012 г. на режисьора Джо Райт, базиран на едноименния роман от 1877 г., написан от Лев Толстой. Премиерата на филма се състои във филмовия фестивал в Токио през 2012 г., пуснат е на 7 септември 2012 г. във Великобритания и 9 ноември 2012 г. в САЩ.

## Актьорски състав
| Актьор              | Роля |
| ------------------- | --- |
| Кийра Найтли        | Ана Аркадиевна Каренина – сестра на Степан Облонски и съпруга на Алексей Каренин                             |
| Джуд Лоу            | Алексей Александрович Каренин – висш държавен служител и съпруг на Ана                                       |
| Арън Тейлър-Джонсън | Алексей Кирилович Вронски – офицер от кавалерията и любовник на Ана                                          |
| Матю Макфадиен      | Степан „Стива“ Аркадиевич Облонски – държавен служител и брат на Ана                                         |
| Кели Макдоналд      | Дария „Доли“ Александровна Облонска – съпруга на Степан                                                      |
| Алисия Викандер     | Екатерина „Кити“ Александровна Щербацкая – по-малката сестра на Доли, а по-късно съпруга на Константин Левин |
| Донал Глийсън       | Константин „Костя“ Дмитриевич Левин – стар приятел на Степан Облонски, земевладелец                          |
| Оливия Уилямс       | графиня Вронска – майка на Вронски                                                                           |
| Рут Уилсън          | Елисавета „Бетси“ Тверская – богата, приятелка на Ана и братовчедка на Вронски                               |
| Емили Уотсън        | графиня Лидия Ивановна – лидер на кръга на висшето общество                                                  |
| Мишел Докъри        | княгиня Мягкая – приятелка на Ана                                                                            |
| Рафаел Персоназ     | Александр Кирилович Вронски – братът на Алексей Вронски                                                      |
| Дейвид Уилмот       | Николай Дмитриевич Левин – братът на Константин Левин                                                        |
| Емиралд Фенел       | княгиня Меркалова                                                                                            |
| Танища Чатърджи     | Мария „Маша“ Николаевна Левина – съпруга на Николай Левин, бивша проститутка                                 |
| Пип Торънс          | княз Щербацки – баща на Доли и Кити                                                                          |
| Сузан Лотар         | княгиня Щербацкая – майка на Доли и Кити                                                                     |
| Бил Скарсгорд       | капитан Махотин                                                                                              |
| Александра Роуч     | графиня Нордстън                                                                                             |
| Холидей Грейнджър   | баронесата                                                                                                   |
| Кара Делевин        | княгиня Сорокина                                                                                             |